# جون إتش نوسيوورتحي
جون إتش نوسيوورتحي (بالإنجليزية: John H. Noseworthy)‏ هو طبيب ومدير أمريكي، ولد في 9 نوفمبر 1951 في ميلروز في الولايات المتحدة.